# Classe Tongyeong
La classe Tongyeong est une classe de deux navires auxiliaires de sauvetage sous-marin de type Salvage and rescue ship (en) (ATS, système de désignation des bâtiments de l'US Navy) de la marine de la République de Corée (ROKN).

## Historique
Les deux navires ont été construits par la Daewoo Shipbuilding & Marine Engineering, à partir de 2010, dans le cadre du programme ATS-II pour remplacer les anciens navires de la classe Pyeongtaek. Les tâches du navire comprennent l'assistance aux épaves, ou la recherche et la récupération de navires, de sous-marins ou d'aéronefs coulés. Il est possible de faire pivoter le navire sur place à 360 degrés.

### Caractéristiques techniques
- 2 chambres de décompressions : pouvant accueillir jusqu'à 8 personnes (dont un chirurgien) avec possibilité d'effectuer des missions de sauvetage à une profondeur de 90 m.
- 1 hélicoptère de taille moyenne, sur hélipad à l'arrière.
- 1 ROV, le ROV Sealing Robotics HD[2]. Le ROV peut fonctionner jusqu'à 3,000 m de profondeur.Il est équipé de deux bras robotisés, de neuf caméras et d'une cisaille. Son poids est de 3,5 t, sa vitesse peut atteindre 3 nœuds et sa force de levage est d'environ 250 kg.
- Équipement de support de plongeur jusqu'à 90 m sous l'eau. (et avec un caisson hyperbare).
- Grue : pouvant soulever un patrouilleur de classe Gumdoksuri (570 tonnes)
- Remorquage : pouvant remorquer le navire d'assaut amphibie ROKS Dokdo  de plus de 15.000 tonnes.

## Unités
| Nom                 | N° coque | Constructeur                                  | Lancement        | Entrée en service | Photo |
| ------------------- | -------- | --------------------------------------------- | ---------------- | ----------------- | ----- |
| ROKS Tongyeong 통영 | ATS-31   | Daewoo Shipbuilding & Marine Engineering Okpo | 4 septembre 2012 | avril 2015        |       |
| ROKS Gwangyang 광양 | ATS-32   | Daewoo Shipbuilding & Marine Engineering      | 30 juillet 2015  | 10 octobre 2016   |       |